# 1988年のラジオ (日本)
1988年のラジオ (日本)では、1988年の日本のラジオ番組、その他ラジオ界の動向について記す。

## 開局
- 4月1日 - エフエム香川
- 8月8日 - エフエム富士
- 10月1日
  - エフエムジャパン（現：J-WAVE）
  - 長野エフエム放送
- 10月31日 - エフエム埼玉（現：エフエムナックファイブ）

## 特別番組

### 7月放送
- いまからわくわく夢未来（ラジオ関西）[1]

## 開始番組

### 1988年1月放送開始
STVラジオ
- 4日 - 中西章一の二人三脚

ニッポン放送
- 7日 - 片桐麻美のオールナイトニッポン

### 1988年4月放送開始
NHK-FM放送
- 4日
  - ポップスアベニュー
  - FMサウンドクルーザー
  - レッツ・シング・ア・ソング
  - 夜の間奏曲
- 10日 
  - ゴールデンジャズ
  - 名演奏家を聴く

TBSラジオ
- 11日 - 渡辺正行と森川由加里のスーパーギャング
- 15日 - 島田紳助のスーパーギャング
- 16日
  - 中村尚登 ニュースプラザ
  - 土曜ワイドハッピーTOKYO

文化放送
- 4日 - 西村知美の今夜もパジャマ気分[2]
- 11日
  - 梶原しげるの本気でDONDON
  - いう気リンリン 那智チャコワイド

ニッポン放送
- 10日
  - 渡辺満里奈 見つめてMY HEART[2]
  - 渡辺美奈代 恋はちょっぴり[3]
- 16日 - 松任谷由実のオールナイトニッポン
- 24日 - 浅香唯 少しおとなのシルエット[3]

ラジオ日本
- 11日 - ど〜んとラジオ!!ぼくらの元気は夢現代∞

朝日放送
- 3日 - 誠のサイキック青年団
- 開始日不明 - ABCラジオシティ

MBSラジオ
- 3日 - Radio THIS
- 16日 - MBSサタデーコネクション ノッTEL土曜日子守です

ラジオ大阪
- 4日 - 青芝フックのニュース大冒険

エフエム東京
- 1日 - TOKYO RADICAL MYSTERY NIGHT
- 7日 - NTTビートカフェ・メルティングポット
- BEAT ZONE

エフエム香川
- 1日 - 夕焼けライブ・ジョイフル45
- 開始日不明 - そこまで言うなら、5分だけ

ラジオたんぱ
- 1日 - 経済情報ステーション
- 開始日不明 - 満載ラジオ555!

### 1988年7月放送開始
ニッポン放送
- 1日 - Pliːzのオールナイトニッポン

エフエム東京
- 4日 - TOKYO TWILIGHT 80[1]
- 9日 - SATURDAY SPECIAL

### 1988年8月放送開始
エフエム富士
- 開始日不明
  - モーニング・エクスプレス
  - サウンド・フレグランス
  - THE ROCK
  - FMフライデーワイド
  - SUNSBREEZE BEEZE
  - リゾートBOX

### 1988年10月放送開始
STVラジオ
- 15日 - 明石英一郎のアタックヤング

東北放送
- 3日 - 男女りすなぁ若者語
- 開始日不明 - TBC夜の音楽スタジアム

TBSラジオ
- 15日 - 浅香唯のちょっと悪い子[3]
- 開始日不明
  - ワールド・トゥデイ
  - GO!GO!サタデー

文化放送
- 10日
  - 街ラジオ なぎら健壱のその気でギンギン夜おこし
  - 真里子とひかるのチャレンジ学園シリーズ[3]
- 15日 - シルキーSOUND SPECIAL 桃子とおしゃれNIGHT
- 16日 - ライオン サウンドNo.17・Let it C-C-B

ニッポン放送
- 4日 - 森若香織のオールナイトニッポン
- 5日
  - 伊集院光のオールナイトニッポン
  - 大槻ケンヂのオールナイトニッポン
- 10日 - ラジオガルーダばりばりマッシュルーム
- 15日 - 泉谷しげるの土曜はまかせろ!!
- 16日 - 工藤静香 YES IT'S YOU[3]
- 開始日不明
  - 小川範子 だって15才[2]
  - 渡辺正行の東京めぐりブンブン大放送

信越放送
- 8日 - 武田徹のつれづれ散歩道

MBSラジオ
- 14日 - アイドル・テルテルランド[3]
- 16日 - 範ちゃん通信[3]

西日本放送
- 1日 - DOKKIN!生生これでいこいこ

宮崎放送
- 9日 - わくわくゲームランド

エフエム東京
- 2日 - 久保田利伸 PORE PORE TAXI

エフエム長野
- 開始日不明
  - MEDIO HILAND ECHO
  - マイハーティタイム
  - サンデーときめきステーション
  - 信州Seven days

### 1988年11月放送開始
J-WAVE
- 2日
  - TOKIO HOT 100
  - SAUDE! SAUDADE...
- 3日 - TOKIO TODAY
- 開始日不明 - Still Life

エフエム埼玉
- 1日
  - それ行け!HOMO LUDENS
  - GOOD MORNING No.1
- 開始日不明 - MIDNIGHT SPECIAL

### 開始日不明
KBS京都
- 山崎弘士の満員御礼!

民放AM各局
- いらっしゃいませ!国実百合です[3]
- パンプキンのABUNAIパーティー[3]
- 姫乃樹リカのおしゃべりサラダ[3]
- 奈美のFLYING TEAPOT[3]
- 北岡夢子 夢子の夢飛行

エフエム北海道
- FM ROCK KIDS

エフエム静岡
- アイドルアカデミー[3]
- PERKY SOUND FLASH

## 終了番組

### 1988年3月放送終了
エフエム東京
- 31日 - FM25時

### 1988年9月放送終了
CBCラジオ
- 9日 - 土曜天国

中国放送
- 27日 - サテライトNo.1